# Qaraçı
Qaraçı è un comune dell'Azerbaigian situato nel distretto di Xaçmaz. Conta una popolazione di 785 abitanti.